# Fender Swinger
La Fender Swinger (nota anche come Fender Musiclander e Fender Arrow – dal momento che l'emblema "Swinger" spesso manca dalla paletta) è stato un modello di chitarra elettrica fabbricato in pochi esemplari dalla Fender, ideata da Leo Fender nel 1969. La Fender Swinger era un tentativo della CBS, che aveva comprato l'azienda nel 1965, di riutilizzare parti della poco riuscita Fender V con parti della Fender Musicmaster.